# Чурило Плёнкович

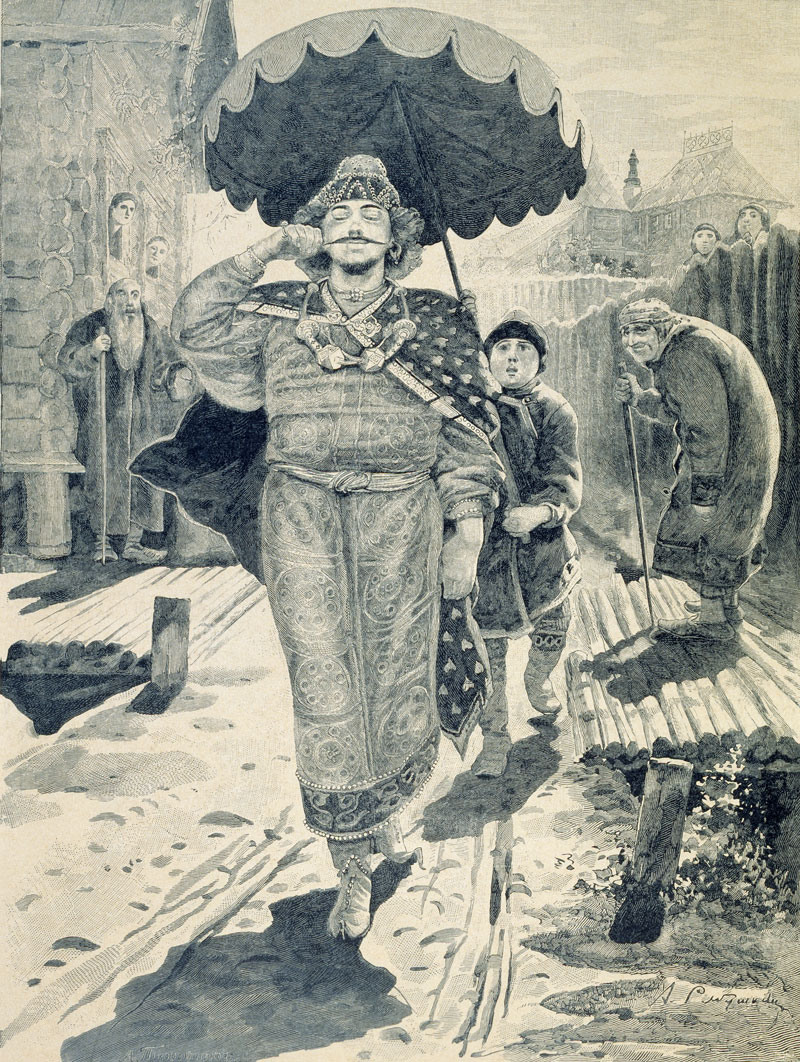
Андрей Рябушкин. Чурило Плёнкович. Иллюстрация к книге «Русские былинные богатыри», 1895 год.

Чури́ло (Чурила) Плёнкович — один из героев русских былин, представляемый в них как типичный щёголь-красавец «с личиком, будто белый снег, очами ясна сокола и бровями черна соболя», заезжий донжуан.

## Описание
В былинном эпосе есть три сюжета о Чуриле:
- поездка князя Владимира в поместье Чурилы и служба последнего в Киеве стольником-чашником, а затем «позовщиком на пиры»;
- состязание Чурилы с Дюком Степановичем и посрамление Чурилы;
- связь Чурилы с женой Бермяты, молодой Катериной Никуличной, и смерть любовников от руки ревнивого мужа.

Основной тип первой былины состоит в следующем. Во время традиционного пира к Владимиру является толпа крестьян с жалобой на молодцов Чурилы, которые повыловили всю дичь, а княжеских охотников избили булавами. Вторая группа жалобщиков — рыболовы, у которых молодцы Чурилы силой перехватили всю рыбу. Наконец, приходят сокольники и доносят князю, что дружина Чурилы повыловила соколов и кречетов на государевом займище.
Только тогда Владимир обращает внимание на жалобы и, узнав, что неведомый ему Чурило живёт на реке Сароге, пониже Малого Киевца, у креста леванидова, берёт княгиню Апраксию, богатырей, 500 дружинников и едет в усадьбу Чурилы. Его встречает старый отец Чурилы, Плёнко Сорожанин, приглашает в гридню и угощает. В это время подъезжает дружина Чурилы, показавшаяся князю такой многочисленной, что он подумал, уж не идёт ли на него войной ордынский хан или литовский король. Чурило подносит Владимиру богатые подарки и так пленяет гостей своей красотой, что Владимир забывает жалобы своих людей и приглашает Чурилу к себе на службу.
Однажды во время пира Апраксия засмотрелась на «жёлтые кудри и злачёные перстни» Чурилы, подававшего к столу блюда, и, «рушая» крыло лебединое, порезала себе руку, что не ускользнуло от боярынь. Когда княгиня просит мужа сделать Чурилу постельником, Владимир ревнует, видит опасность и отпускает красавца в его усадьбу.
Второй сюжет есть часть былины о Дюке Степановиче.
Третий сюжет связан с первым. Владимир назначает Чурило «позовщиком на пиры». По обязанностям службы последний идет к старому Бермяте Васильевичу приглашать на почестной пир, но, увидев молодую жену его, прекрасную Катерину, Чурило «позамешкался» и не вернулся во дворец даже утром, когда Бермята был у заутрени. Свидание Чурилы с Катериной начинается игрой в шахматы, причём молодой «позовщик» трижды выигрывает. Тогда она бросает доску и говорит, что у ней «помешался разум в буйной голове, помутились очи ясные» от красоты Чурило и предлагает ему пойти в опочивальню. Сенная девка-чернавка извещает Бермяту об измене жены. Происходит полная трагизма сцена расправы над любовниками, и былина оканчивается смертью Чурило и Катерины, причём в некоторых вариантах Бермята женится на сенной девке в награду за донос.

## Дискуссия об имени и отчестве героя

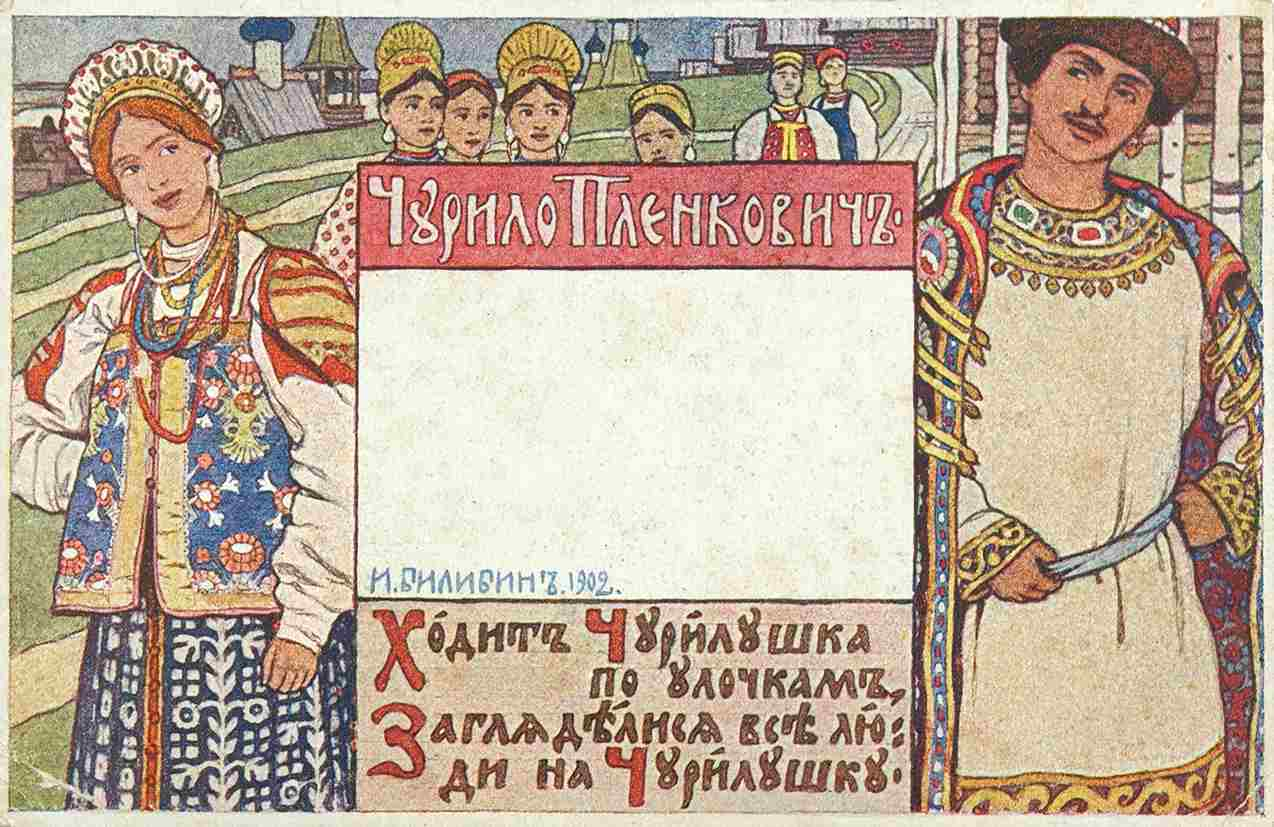
Иван Билибин. Открытка издания «Общины св. Евгении». № 214, 1902 год

Относительно самого имени Чурило существуют разнообразные теории. Одни учёные говорят о южнорусском происхождении его, так как разные варианты этого имени (Джурило, Журило, Цюрило) принадлежат к тем немногим эпическим именам, которые до сих пор сохранились в народных песнях Холмской, Подлясской и Галицкой Руси. В конце XIV века упоминается боярский род Чурило, из которого вышли основатели города Чурилова в Подольской губернии. По мнению академика Веселовского, имя Чурило произошло из древнерусского Кюрилл — Кирилл, подобно образованию Куприан — Киприан и ряду других. Академик Соболевский предлагал другую теорию: Чурило — уменьшительное имя от Чурослав, как Твердило — от Твердислав Наконец, Всеволод Миллер думал, что на переход «к» в «ч» могла повлиять латинская форма Cyrillus.
Не менее загадочно отчество Чурилы «Плёнкович». Пленный или плодовитый на белорусском языке. Халанский полагал, что первоначально это был просто песенный эпитет, относившийся к Чуриле: щап — щёголь, щапить — щеголять; из Чурилы Щапленковича, то есть Щёголевича, явился Чурила Плёнкович, подобно тому как Соловей стал Рахмановичем, Микула — Селяниновичем. Со временем первоначальное значение прозвища Чурилы было забыто, оно превратилось в глазах сказителей в полноценное отчество, которое породило отдельный образ отца Чурилы — Плёнка, богатого гостя — Сарожанина. Впрочем, Ровинский производил Плёнка от слова «плёнка». Веселовский видел в Плёнке Сарожанине фряжского гостя из Сурожа, древней Сугдеи (Судак в Крыму), откуда сурожанин означало «заморянин», а Плёнк объяснялся предполагаемой порчей слова «франк» (итальянец). Всеволод Миллер выразил несогласие с последним мнением: согласно былинам, двор Чурилы стоял на реке Сароге, Череге или на Почай-реке (Почайна), у святых мощей у Борисовых; Чуриловка - район Смоленска, где недалеко храм Бориса и Глеба. Там же хранились мощи Бориса и Глеба. От Смоленска начало реки Сож (ранее — Сжа). Отсюда Чурила Сжанин, то есть с Посожья. Подобное название есть в древних поселениях новгородских пятин. Миллер отметил также уменьшительный суффикс в имени «Плёнко», поставив его в один ряд со старинными южнорусскими и позднейшими малорусскими именами вроде Владимирко, Василько, Левко, Харько.

## Толкования образа Чурилы
Не менее спорен вопрос о психологии самого героя, о его происхождении и значении в былинном цикле. Белинский передаёт содержание былины по записи Кирши Данилова и делает из неё вывод, что «в лице Чурило народное сознание о любви как бы противоречило себе, как бы невольно сдалось на обаяние соблазнительнейшего из грехов. Чурило — волокита, но не в змеином (Тугарин Змеевич) роде. Это — молодец хоть куда и лихой богатырь». Кроме того, критик обращает внимание на то, что Чурило выдаётся из всего круга Владимировых богатырей своей гуманностью, «по крайней мере в отношении к женщинам, которым он, кажется, посвятил всю жизнь свою. И потому в поэме о нём нет ни одного грубого или пошлого выражения; напротив, его отношения к Катерине отличаются какой-то рыцарской грандиозностью и означаются более намёками, нежели прямыми словами» («Отечественные Записки», 1841; «Сочинения», изд. Солдатенкова, т. V, стр. 117—121). Этому замечанию Белинского нашлось характерное объяснение, отмеченное впоследствии Рыбниковым, по словам которого, былины о Чурило поются более охотно женщинами-сказительницами, а потому принадлежат к числу «бабьих старин», исключающих грубые выражения. По мнению Буслаева, такие реальные личности, как заезжий Чурило и Дюк, расширили киевский горизонт иноземным влиянием и ввели в эпос новое, богатое содержание. Разбора былины по существу он не даёт и только замечает, что Чурило был кем-то вроде удельного князя («Русский богатырский эпос», «Русский Вестник», 1862, и «Сборник II отд. Академии Наук», т. XLII, стр. 181—190). Д. Ровинский называет Чурилу «богатырём Алёшкиной масти, потаскуном, бабьим соблазнителем» и прибавляет, что «Чурило особенно жаловал Пётр I; у него все чины всешутейшего собора звались Чурилами, с разными прибавками» («Русские народные картинки», кн. IV, стр. 97-98).
По мнению доктора исторических наук Фроянова И. Я., отношения Чурилы с Владимиром следует толковать как военные походы киевских князей против «окольных» восточно-славянских племен, сопровождавшиеся «всевозможным насилием над побеждёнными: уничтожением людей, обращением их в рабство, выводом в Киев или истреблением местных властей, обложением оставшегося в живых населения данью… В былине о молодости Чурилы подобные реалии затемнены наслоениями последующих исторических времён. Но их очертания всё же проступают под напластованиями веков. Проглядывают даннические отношения, в которых Чурило, олицетворяющий, по-видимому, какое-то восточнославянское племя, выступает в качестве побеждённой стороны. Его поступление на службу к Владимиру не столько добровольное, сколько вынужденное».

## Происхождение образа Чурилы
Во время господства мифической теории даже имя отца Чурило, переиначенное в «Плен», ставилось в связь с «пленом человеческого сознания у внешней космической силы», а происхождение Чурило относилось к эпохе Даждьбога, когда «сам бог представлялся в плену, в узах» (П. Бессонов). С точки зрения той же теории смотрел на Чурило и Орест Миллер, который даже в трагической развязке любовных похождений Чурило готов был видеть какую-то «мифическую обусловленность», и отсюда выводил, что гибель героя могла указывать на его «первоначальное мифически-злое значение». Эта теория подтверждается тем, что у Святогора есть сыны Плёнковичи, а Чурило — Плёнкович и Святогор имеет имя Плён, Ярило — Чурило как форма имени этого бога свойственное характеру героя. Ярило и Чурило как бы единый персонаж. Или Чурило от Чура, что значит Чурислав — защитник Руси.
Затем учёными был поставлен более реальный вопрос: какими путями Чурило был вовлечён в киевский эпический цикл. М. Халанский приурочивает сказания о Чурило к Южной Руси, но выработку цельного типа Чурило, вместе с Соловьём, Дюком, Микулой и Святогором, переносит к московскому периоду князей-собирателей, когда мирные свойства героев с охотой привлекались к северо-великорусскому эпосу.
Против этого взгляда высказался Всеволод Миллер. Он находил в образе несколько черт, говорящих о новгородском его происхождении: этот богач-красавец, опасный для мужей (в том числе и для самого Владимира, личность которого низведена с пьедестала эпического князя-правителя), «продукт культуры богатого города, в котором развитие промышленности и торговли отразилось на нравах его обитателей и создало людей независимых, превосходивших во всех отношениях князя». Этим Чурило напоминает других, несомненно новгородских героев — Ваську Буслаева и Садко. На основании упоминаний в былине литовского князя Миллер отнёс её к концу XV в. — к периоду, предшествовавшему падению Новгорода («Почин общества любителей российской словесности», М., 1895, и «Очерки русской народной словесности», М., 1897, стр. 187—200).
Академик А. Н. Веселовский видел в Чуриле чисто бытовую фигуру одного из тех греко-романских гостей-сурожан, которые появлялись в Киеве и изумляли более грубых соседей своей красотой, блеском культурных привычек и роскошью обстановки. Впечатление, произведённое Чурилой на Апраксию и Катерину, давало готовый материал для новеллы с трагической развязкой в стиле Giraldi Cintio («Южно-русские былины» в «Сборнике Академии Наук», т. XXXVI, стр. 69-110).
Относя происхождение типа Чурило к киевскому периоду русской истории, Веселовский опирается, между прочим, на схожие имена в малорусских свадебных песнях (Журило, Цюрило). Кроме того, академик Веселовский привел целый ряд восточных и западных параллелей, правда, мало объясняющих происхождение былины, но указывающих на иноземный элемент, создавший образ изящного и пленительного героя, столь необычного на всём пространстве киевского цикла.
В таком же направлении разрабатывал вопрос К. Ф. Тиандер, который привлёк к сравнению параллельные скандинавские и шотландские сказания, испанские романсы, старофранцузские и некоторые славянские песни («Западные параллели в былинах о Ч. и Катерине» в «Журнале Министерства Народного Просвещения», 1898, XII).

## Публикации текстов
Былины о Чурило, полные и отрывки, известны более чем в 40 вариантах: см. «Сборник Кирши Данилова» под ред. П. Н. Шеффера (СПб., 1901, стр. 11, 41, 65-68, 189); Рыбников, I, № 45, 46; II, № 23, 24; III, № 24-27; A. Гильфердинг («Сборник II отд. Академии Наук», LIX-LX, № 223, 224, 229, 242, 251, 268, 309); Н. Тихонравов и В. Миллер, «Былины старой и новой записи» (М., 1895, № 45, 46, 47, 48); А. Марков, «Беломорские былины» и «Известия II отд. Академии Наук» (1900, кн. II); Н. Ончуков («Живая Старина», 1902, вып. III—IV, 361).